# چالرمساک آکی
چالرمساک آکی (تایلندی: เฉลิมศักดิ์ อักขี؛ زادهٔ ۲۵ اوت ۱۹۹۴) بازیکن فوتبال اهل تایلند است.
از باشگاه‌هایی که در آن بازی کرده‌است می‌توان به باشگاه فوتبال بوریرام یونایتد و باشگاه فوتبال فیچیت اشاره کرد.
وی همچنین در تیم ملی فوتبال تایلند بازی کرده‌است.